# Latorre (Aínsa)
Latorre (en aragonés A torre) es una localidad española perteneciente al municipio de Aínsa-Sobrarbe, en el Sobrarbe, provincia de Huesca, Aragón. Antiguamente tuvo ayuntamiento propio.
Junto al barranco Talavera se sitúa este pequeño núcleo rural compuesto por unas 20 casas. Su altitud es de entre los 560 y los 604 m. En el año 1991 tenía 15 habitantes y en 1999 unos 9. Entre 2005 y 2009, posee 12 habitantes, en 2010 pasa a tener 9. 
Las casas del pueblo están remozadas (reformadas), tal y como se puede observar al entrar a la pequeña localidad. A fecha de 2010 tiene 9 habitantes, 5 varones y 4 mujeres.
Destaca entre sus edificios la iglesia de San José, del siglo XVI, que formó parte de una casa fuerte actualmente en ruinas. La torre de la casa está integrada en la Iglesia, por eso el templo está separado del núcleo habitacional.

## Proximidades
Se encuentra muy cerca de dos localidades: Castejón de Sobrarbe y La Pardina, ambas de similar número de población. 